# 広島大学大学院理学研究科附属宮島自然植物実験所
広島大学大学院統合生命科学研究科附属宮島自然植物実験所（ひろしまだいがくだいがくいんとうごうせいめいかがくけんきゅうかふぞく みやじましぜんしょくぶつじっけんじょMiyajima Natural Botanical Garden of Hiroshima University）は、広島県廿日市市宮島町にある植物園。
広島大学が運営。面積は11.5ヘクタール。年末年始を除く毎日営業して、入場は無料。 
この庭園は、1964年に植物研究と教育のために設立された。 広島市中心部から約20kmの宮島（厳島）の北海岸に位置している。 島は瀬戸内海国立公園の一部で、背後には弥山原始林（天然記念物）があり、北東には1996年（平成8年）世界遺産登録された厳島神社がある。 
庭園の大部分は、自然の森と海の植生、特に亜熱帯の種と塩生植物で構成されており、 植物標本には約35万個の標本がある。現在の研究プロジェクトは、エコロジーそして保全生物学で、地域の維管束植物および非維管束植物 、特にコケ植物の研究など。